# Barbara Gaskin
Barbara Gaskin (Londres, 5 de junho de 1950) é uma cantora inglesa.